# 久保田竜一
久保田 竜一（くぼた りゅういち、1982年5月18日 - ）は、日本の男性声優。大阪府出身。東京俳優生活協同組合所属。

## 略歴
2006年、俳協ボイスアクターズスタジオに第30期生として入所。2007年より東京俳優生活協同組合に所属。

## 人物
声種はハイバリトン。方言は大阪弁。
特技は空手初段、少林寺拳法初段、中国武術。
免許・資格は普通自動車免許、危険物取扱、漢字検定2級。

## 出演
太字はメインキャラクター。

### テレビアニメ
2010年
- アマガミSS（2010年 - 2012年、男子生徒、男子2）- 2シリーズ
- おおかみかくし（狼）
- 爆丸バトルブローラーズ ニューヴェストロイア（バロン・リッチ）

2011年
- 森田さんは無口。（小久保隆太）- 2シリーズ

2012年
- エリアの騎士（高瀬卓朗、男子生徒）
- ドラえもん（テレビ朝日版第2期）（アナウンサー）

2014年
- いなり、こんこん、恋いろは。（男神、通行人）

2018年
- ラーメン大好き小泉さん（ナンパ男子B）

2020年
- 名探偵コナン（三原義人）

### OVA
- カーニバル・ファンタズム（2011年、客B）
- 森田さんは無口（2011年、男子生徒B）

### ゲーム
- 神曲奏界ポリフォニカ クリムゾン・シリーズ（2007年、レンバルト）
- 原神

### 吹き替え
- ヴィーナス&アポロ（フレディ）
- ブッシュ（ベネディクト）

### ボイスオーバー
- なるほど!ザ・ワールド

### ナレーション
- 今日からベイスターズ
- 協賛型情報バラエティ通販番組 イチおし!
- Xmasスペシャル中居正広が結婚を考える夜。
- tvk秋じゃないけど収穫祭ご当地キャラ大運動会
- 東京高円寺阿波おどり
- トーキョー湾のきらきらキラーをジャックせよ!
- NIKKEI×BS LIVE 7PM
- ものまねグランプリ
- ロードバイクバラエティ 輪輪

### テレビ番組
- ゴー!ゴー!ファンキッズ
- こんにちはいっと6けん
- パラリラ!ファンキッズ
- VOICENEWTYPE TV

### CM
- バルーンDEラッピング

### ラジオ
- NHKラジオ80ちゃん

### Web動画
- 法務省 人権啓発動画「『誰か』のこと　じゃない。」支え合う共生社会の実現に向けて（タクシー運転手、ナレーション）

### 舞台
- 黄金の刻-愛と永遠の絆-
- 月光少年〜あした月の上で〜
- トリセツ